# The New Negro
The New Negro: An Interpretation è un'antologia di narrativa, poesia e saggi di autori africani e afroamericani pubblicata nel 1925 da Albert e Charles Boni e curata dal Alain Locke, che viveva a Washington e insegnava alla Howard University durante il rinascimento di Harlem.
Come esempio principale degli sforzi creativi provenienti dal fiorente New Negro Movement o Harlem Renaissance, il libro è considerato da critici e studiosi letterari come il testo definitivo del movimento.
Il libro è diviso di due sezioni:
- The Negro Renaissance, la quale include il saggio di Locke The New Negro, così come altri saggi non narrativi, poesia e narrativa di scrittori come Jean Toomer, Zora Neale Hurston, Countee Cullen, Langston Hughes e Claude McKay.
- The Negro in a New World, la quale contiene analisi sociali e politiche di scrittori quali James Weldon Johnson, E. Franklin Frazier, Kelly Miller, Robert R. Moton, Walter Francis White e W. E. B. Du Bois.[2]

Oltre alle opere scritte, il libro è corredato da ritratti ad opera di Winold Reiss e illustrazioni di Aaron Douglas.